# Antonowo (wiepriewskij sielsowiet, rejon wołogodzki)
Antonowo (ros. Антоново) – wieś w Rosji, w rejonie wołogodzkim obwodu wołogodzkiego. W 2010 r. liczyła 3 mieszkańców.